# Fantine Thó
Fantine Rodrigues Thó (sinh ngày 15 tháng 2 năm 1979) là nữ ca sĩ kiêm sáng tác nhạc, diễn viên và vũ công người Brasil. Năm 2002, cô giành chiến thắng trong cuộc thi tìm kiếm tài năng âm nhạc Popstars và gia nhập nhóm nhạc nữ Rouge. Cô hoạt động trong nhóm cho đến năm 2005, cũng trong khoảng thời gian này, nhóm đã ra mắt khán giả bốn album phòng thu là: Rouge (2002), C'est La Vie (2003), Blá Blá Blá (2004) và Mil e Uma Noites (2005). Tổng cộng với các album này, nhóm đã bán được sáu triệu đĩa. Thành tích này giúp Rouge trở thành một trong những ban nhạc nổi tiếng nhất Brasil cũng như nằm trong top hai mươi nhóm nhạc nữ thành công về mặt thương mại nhất trên phạm vi thế giới. Năm 2006, cô cùng nữ ca sĩ Banda Thó và các thành viên khác thành lập một ban nhạc rock. Fantine chỉ hoạt động trong nhóm đến cuối năm 2007 trước khi kết hôn và chuyển đến Hà Lan.
Vào ngày 25 tháng 11 năm 2011, Fantine Thó cho ra mắt khán giải album EP đầu tiên mang tên Rise. Album được tải trên nền tảng mạng trực tuyến SoundCloud. Vào ngày 20 tháng 2 năm 2015, cô phát hành album đơn ca đầu tay có tựa dề Dusty But New. Album có chín bài hát và không có bài nào được chọn làm đĩa đơn. Năm 2016, cô mở trung tâm dạy và học yoga, Atma Mutriba, cô cũng làm hướng dẫn viên tại đây.